# Alebra
Genre
Alebra est un genre d'insectes de la famille des Cicadellidae.

## Liste d'espèces
Selon Catalogue of Life (23 août 2020) :
- Alebra albostriella (Fallen, 1826)
- Alebra arisana (Matsumura, 1931)
- Alebra aurea (Walsh, 1862)
- Alebra bella Hamilton, 1995
- Alebra bicincta DeLong, 1918
- Alebra castaneae Hamilton, 1995
- Alebra coryli Le Quesne, 1977
- Alebra costatella Matsumura, 1931
- Alebra eburnea DeLong, 1918
- Alebra elegans Hamilton, 1995
- Alebra floridae Hamilton, 1995
- Alebra fumida Gillette, 1898
- Alebra kuyania (Matsumura, 1932)
- Alebra neglecta Wagner, 1940
- Alebra pallida Dworakowska, 1968
- Alebra rubrafrons DeLong, 1918
- Alebra shaanxiensis (Ma, 1981)
- Alebra sorbi Wagner, 1949
- Alebra thoracica Hamilton, 1995
- Alebra viridis Rey, 1894
- Alebra wahlbergi (Boheman, 1845)
- Alebra xianensis (Ma, 1981)